# 湯澤町
湯澤町（日语：／ Yuzawa machi */?）是位於日本新潟縣最南端的町，隸屬於南魚沼郡，也是縣內面積第二大的町。當地人口主要集中在越後湯澤站的周邊地區等地。由於上越新幹線和關越自動車道在1980年代陸續開通，使湯澤町往返東京的交通時間縮短，因此吸引大量的國內外觀光客前來，並發展成日本知名的觀光地之一。根據統計，在2019年之前，當地每年約有400萬名遊客到訪。而湯澤町在向外通勤、就學與消費上較依賴東北邊的南魚沼市。
湯澤町是新潟縣內的特別豪雪地帶之一，冬天經常被大雪覆蓋。當地與周邊的縣內行政區均擁有許多滑雪場。而日本首位諾貝爾文學獎得主川端康成的小說《雪國》，便以穿越清水隧道後的所在地湯澤町作為其故事舞台。

## 地理
湯澤町內約92%的面積被森林覆蓋。轄區周圍被以谷川岳和苗場山等山岳為中心，海拔約2000公尺的群山包圍。而町內大部分的地區位於上信越高原國立公園及魚沼連峰縣立自然公園的範圍內。發源於東北邊群山的魚野川，以及發源自西部三國山脈的清津川皆流經町內。

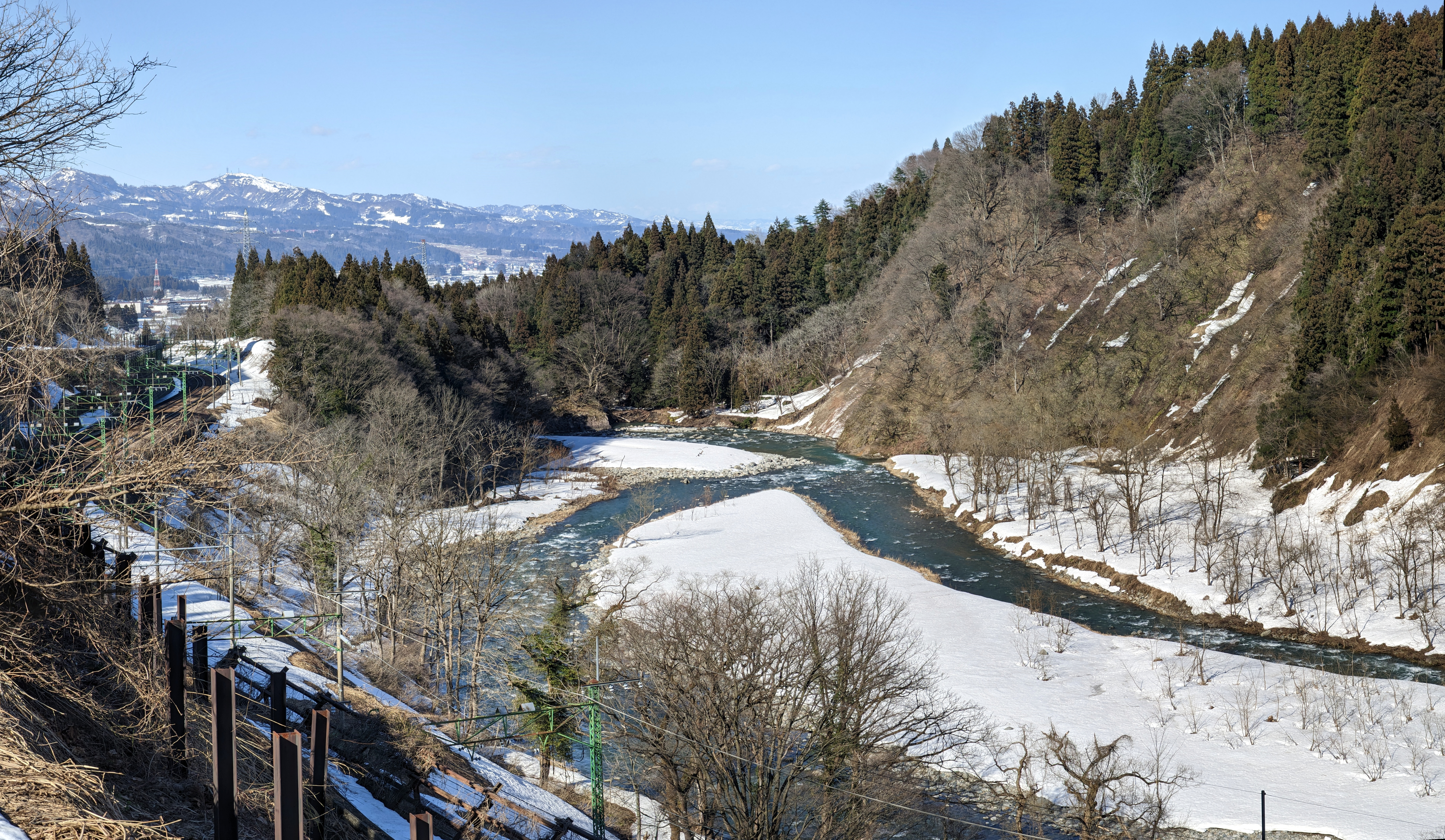
流經湯澤町的河川

### 氣候
根據統計，2022年湯澤町的最高氣溫為35.3℃，最低氣溫為-10.2℃，年降雨量則為2200.5毫米。當地是新潟縣內的特別豪雪地帶之一，冬天的積雪深度可達約3公尺。而湯澤町的降雪情況同縣內的其他地區，在近年來有逐漸集中的趨勢，並因此導致相關災害的發生。

## 歷史
湯澤地區在江戶時代作為連接越後國和關東地方的三國街道沿途的宿場町而相當繁榮，也是周邊地區的大名在參勤交代時的行經之地與物資流通的場所。

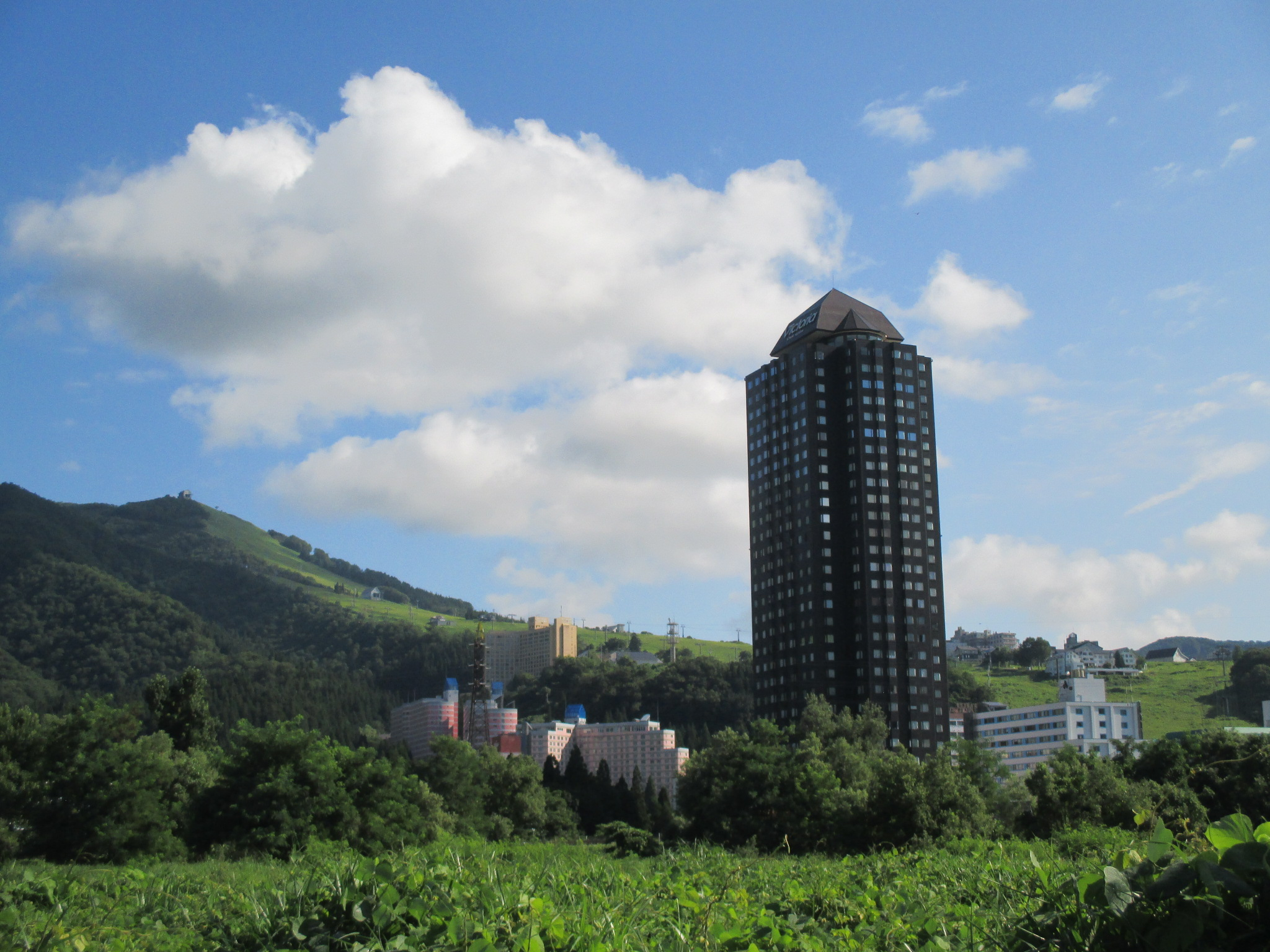
町內建於日本泡沫經濟時期的公寓大樓

大正2年（1913年），滑雪運動傳入湯澤地區，並逐漸在當地普及。昭和6年（1931年）上越線全線通車後，當地做為「滑雪與溫泉之鎮」而開始發展，並為當地居民提供就業場所。而隨著上越新幹線和關越自動車道在1980年代陸續開通，使當地往返東京的交通時間縮短，因此吸引大量的國內外觀光客前來。當時湯澤町內為因應前來度假的旅客而興建許多高級公寓、度假大樓等建築，其售價在日本泡沫經濟時期高達上千萬日圓。然而之後股市和房市的泡沫陸續破裂，使當地的高級公寓房價驟降至數萬日圓，成為日本泡沫經濟破裂後房產崩盤的代表案例之一。
明治22年（1889年），日本實施町村制，並在當地設置湯澤村、神立村、土樽村、三俣村、二居村與淺貝村。明治34年（1901年），二居村與淺貝村合併成三國村。昭和30年（1955年）3月31日，湯澤村、神立村、土樽村、三俣村與三國村合併成現今的湯澤町。
由於湯澤町的地質結構較為堅固，因此2004年的新潟縣中越地震與2007年的新潟縣中越近海地震皆未對當地造成重大災損。

## 行政
現任町長田村正幸於2021年11月在選舉中第2次成功連任，其任期將持續至2025年12月。

## 經濟

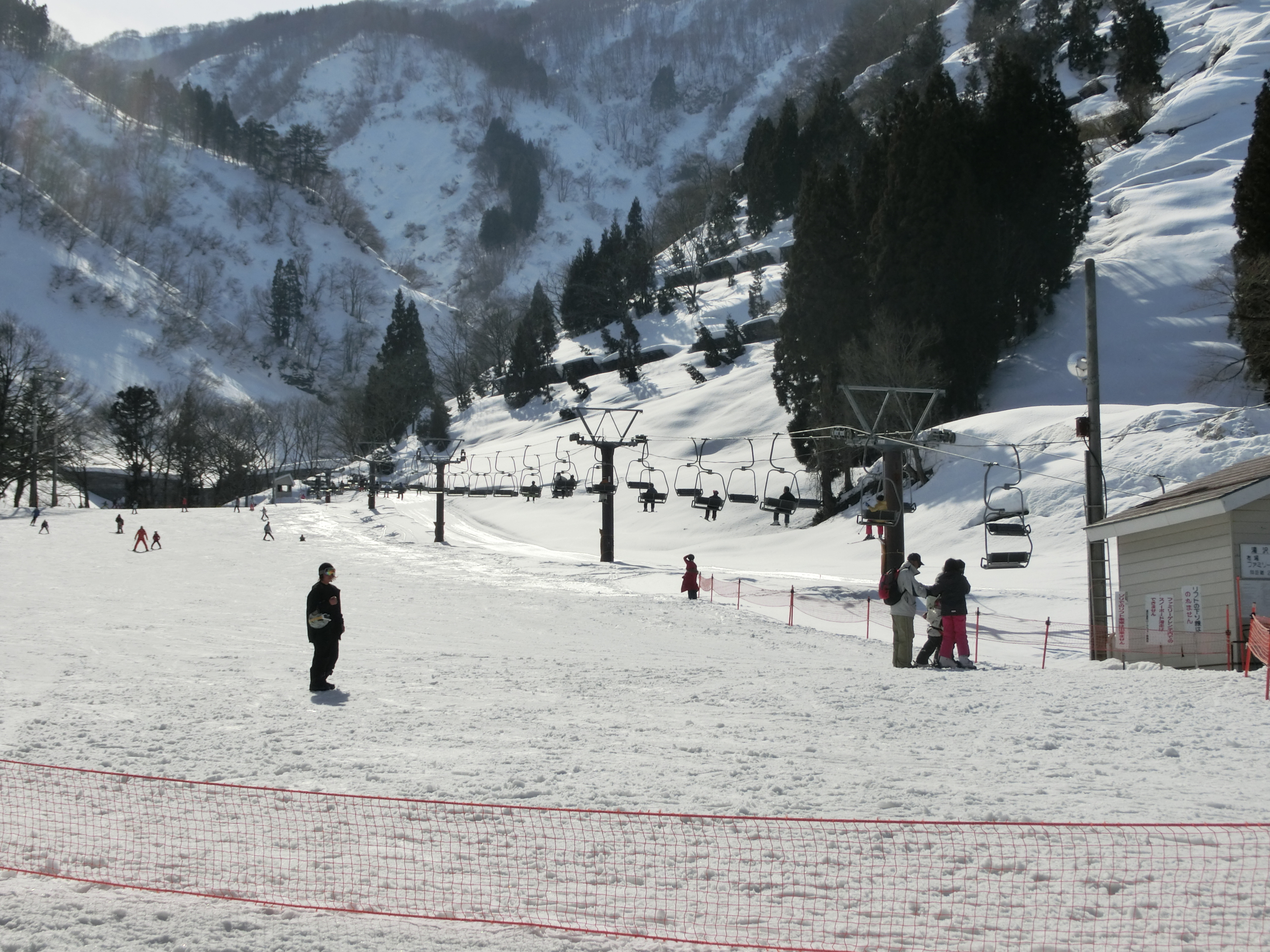
湯澤高原滑雪場

根據日本2015年的國勢調查統計，湯澤町的就業人口中有3.6%從事第一級產業，13.6%的就業人口從事第二級產業，82.4%則從事第三級產業。當地的農業以種植稻米為主，但町內耕作的環境條件較差且耕地規模較小，從事農業的就業人口也面臨勞動力不足與高齡化等問題。而湯澤町的就業人口以從事與觀光產業相關的住宿業為主。根據統計，當地的住宿和餐飲業服務業的銷售額佔全町銷售總額的26.3%，遠高於新潟縣的銷售額占比和日本全國的平均值。

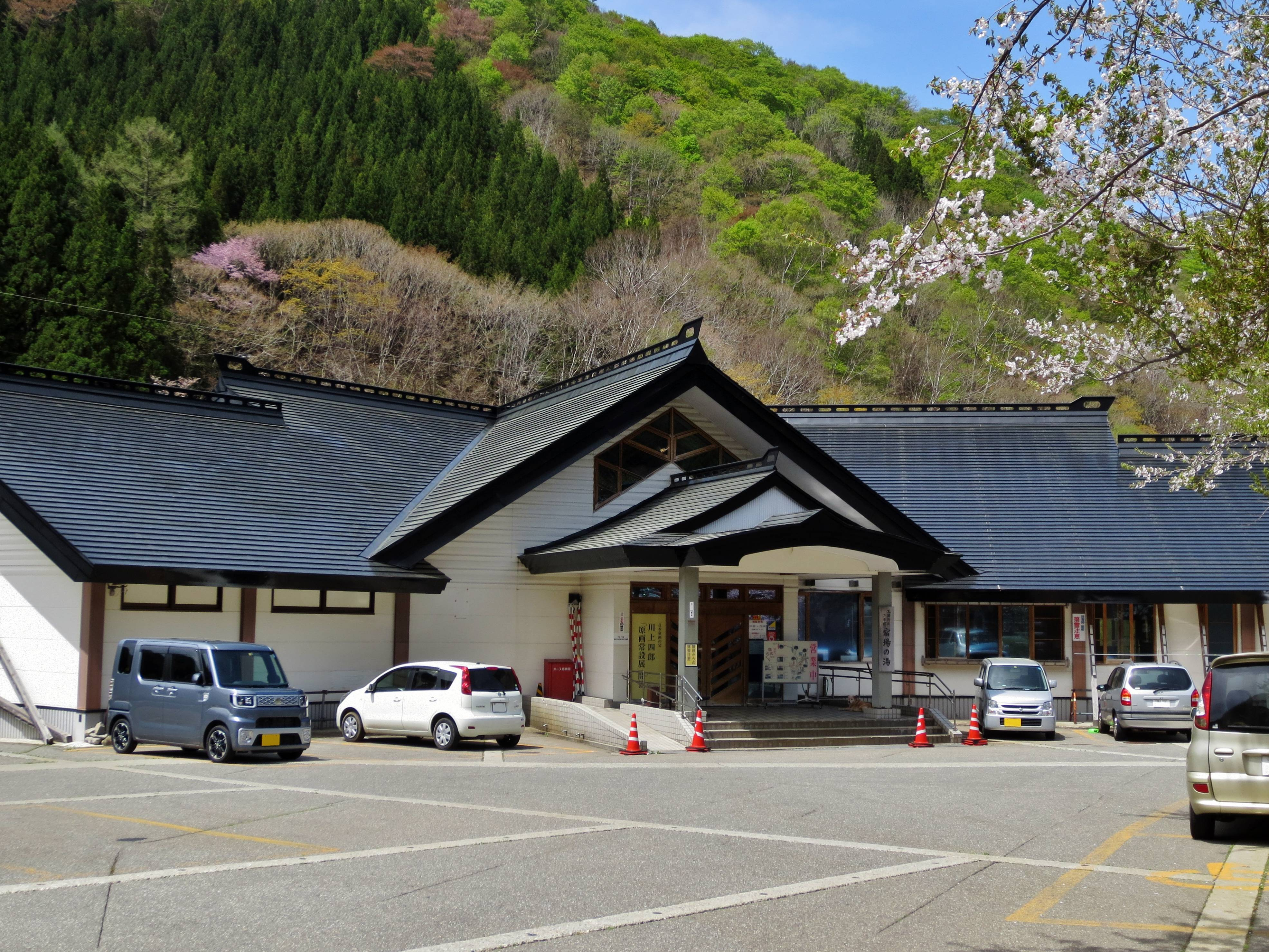
越後湯澤溫泉的宿場之湯

由於湯澤町內擁有豐富的自然景觀，以及湯澤高原滑雪場、NASPA滑雪場、越後湯澤溫泉等景點，因此吸引大觀光客前來遊玩，並帶動當地的觀光業發展。根據統計，2005年至2018年，當地每年約有373.3萬至507.4萬名遊客到訪。同時根據2019年的觀光客消費支出額調查顯示，到訪湯澤町的遊客中以來自東京都的遊客為最大宗，來自鄰近縣的遊客數量反倒相當少。而2019年和2020年當地則受到嚴重特殊傳染性肺炎疫情的影響，遊客數分別下降至363.1萬和178.1萬，至2022年則回升至340.7萬。

## 教育

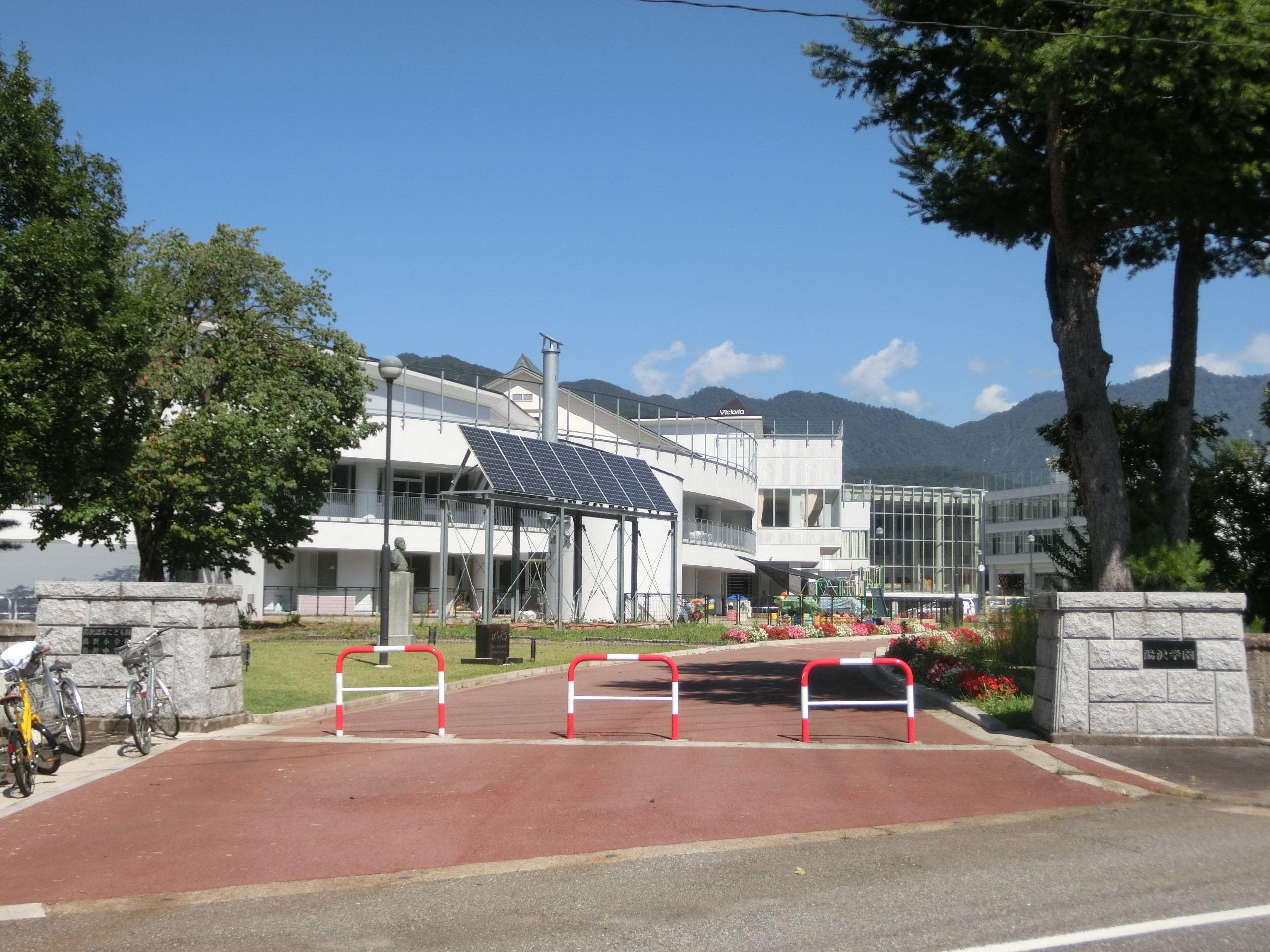
湯澤學園

湯澤町內僅設有湯澤學園一間學校。該學園為包含幼稚園、小學校與中學校的幼小中一貫學校。根據2022年5月的統計，當地共有273名小學生與139名中學生。

## 交通
國道17號與國道353號由南往北穿越湯澤町的中央地帶，關越自動車道則由東南往北通過當地的城鎮中心，並在附近設置湯澤交流道。鐵路方面，JR東日本的上越線和上越新幹線皆通過湯澤町。位於城鎮中心的越後湯澤站為上述二條鐵路共同使用的車站，上越線則在町內他處分別設置土樽站、越後中里站與岩原滑雪場前站。

## 姊妹城市
湯澤町與以下外國行政區為姐妹城市:
| 國家 | 城市                   | 締結日期     |
| ---- | ---------------------- | ------------ |
| 美国 | 麥格納（猶他州鹽湖郡） | 2012年7月7日 |

## 外部連結
- 湯澤町役場 （页面存档备份，存于）
- 湯澤・鹽澤地區情報傳達中心
- 湯澤町觀光協會 （页面存档备份，存于）
- 日本滑雪新潟粉雪東京近郊滑雪場神樂滑雪場 （页面存档备份，存于）
- KAGURA滑雪場自助滑雪攻略懶人包 （页面存档备份，存于）